# Международная федерация пауэрлифтинга
Международная федерация пауэрлифтинга (англ. International Powerlifting Federation)— всемирная управляющая организация в пауэрлифтинге. Основана в 1972 году. Была официально признана Генеральной ассоциацией международных спортивных федераций (GAISF). В 1980 году IPF был одним из организаторов Международной ассоциации всемирных игр, начавшей в 1981 году розыгрыш Всемирных игр. По состоянию на 2022 год, президентом IPF является Гастон Параж (Люксембург). IPF является крупнейшей федерацией пауэрлифтинга в мире, характерными отличиями данной организации от остальных является наличие обязательного допинг-контроля, высокой требовательности к качеству выполнения упражнений и строгих правил к экипировке спортсменов.

## История
В середине 1960-х годов инициативными тяжелоатлетами из США были сформированы основные правила и регламенты проведения соревнований по силовому троеборью. В 1971 году был проведён первый (неофициальный) чемпионат мира. В ноябре 1972 года была учреждена Международная федерация пауэрлифтинга, а в ноябре 1973 года в Гаррисберге состоялся первый официальный чемпионат мира, в котором приняли участие 43 мужчины. Чемпионаты мира среди женщин проводятся федерацией с 1980 года.
Мужская сборная СССР по пауэрлифтингу дебютировала на соревнованиях, проводимых Международной федерацией пауэрлифтинга, в 1990 году на мужском чемпионате мира в Гааге, заняв групповое третье место. После распада СССР Федерация пауэрлифтинга России обратилась в IPF с просьбой о принятии в качестве постоянного члена. В январе 1992 года Российская федерация пауэрлифтинга получила статус временного члена, а 18 ноября 1992 года на заседании IPF в Бирмингеме — статус постоянного члена Международной федерации пауэрлифтинга.
В 2021 году на площадках в Литве, Норвегии, Румынии и Швеции под эгидой федерации прошло 7 чемпионатов мира по различным спортивным дисциплинам пауэрлифтинга и в разных возрастных категориях.

## Соревнования
Под эгидой IPF проводятся международные соревнования:
- Чемпионат мира по пауэрлифтингу
- Чемпионат мира по жиму лёжа
- Открытый чемпионат мира по пауэрлифтингу
- Классический чемпионат мира по пауэрлифтингу

## Структура
IPF руководит работой 105 национальных федераций.
Также под руководством IPF действуют континентальные организации:
- Африканская федерация пауэрлифтинга
- Европейская федерация пауэрлифтинга
- Федерация пауэрлифтинга Океании
- Азиатская федерация пауэрлифтинга
- Федерация пауэрлифтинга Британского Содружества
- Федерация пауэрлифтинга Северной Европы
- Федерация пауэрлифтинга Южной Америки